# Gran Premio de Emilia-Romaña de Motociclismo de 2021
El Gran Premio de Emilia-Romaña de Motociclismo de 2021 (oficialmente Gran Premio Nolan del Made in Italy e dell'Emilia-Romagna) fue la decimosexta prueba del Campeonato del Mundo de Motociclismo de 2021. Tuvo lugar en el fin de semana del 22 al 24 de octubre de 2021 en el Misano World Circuit Marco Simoncelli, situado en la comuna de Misano Adriatico, región de Emilia-Romaña, Italia.
La carrera de MotoGP fue ganada por Marc Márquez, seguido de Pol Espargaró y Enea Bastianini. Sam Lowes fue el ganador de la prueba de Moto2, por delante de Augusto Fernández y Arón Canet. La carrera de Moto3 fue ganada por Dennis Foggia, Jaume Masiá fue segundo y Pedro Acosta tercero.

## Resultados

### Resultados MotoGP
| Pos.    | N.º | Piloto            | Equipo                       | Constructor | Vueltas | Tiempo    | Parrilla | Puntos |
| ------- | --- | ----------------- | ---------------------------- | ----------- | ------- | --------- | -------- | ------ |
| 1       | 93  | Marc Márquez      | Repsol Honda Team            | Honda       | 27      | 41:52.830 | 7        | 25     |
| 2       | 44  | Pol Espargaró     | Repsol Honda Team            | Honda       | 27      | +4.859    | 4        | 20     |
| 3       | 23  | Enea Bastianini   | Avintia Esponsorama          | Ducati      | 27      | +12.013   | 16       | 16     |
| 4       | 20  | Fabio Quartararo  | Monster Energy Yamaha MotoGP | Yamaha      | 27      | +12.775   | 15       | 13     |
| 5       | 5   | Johann Zarco      | Pramac Racing                | Ducati      | 27      | +16.458   | 10       | 11     |
| 6       | 42  | Álex Rins         | Team SUZUKI ECSTAR           | Suzuki      | 27      | +17.669   | 13       | 10     |
| 7       | 41  | Aleix Espargaró   | Aprilia Racing Team Gresini  | Aprilia     | 27      | +18.468   | 11       | 9      |
| 8       | 12  | Maverick Viñales  | Aprilia Racing Team Gresini  | Aprilia     | 27      | +18.607   | 19       | 8      |
| 9       | 10  | Luca Marini       | SKY VR46 Avintia             | Ducati      | 27      | +25.417   | 3        | 7      |
| 10      | 46  | Valentino Rossi   | Petronas Yamaha SRT          | Yamaha      | 27      | +27.735   | 23       | 6      |
| 11      | 33  | Brad Binder       | Red Bull KTM Factory Racing  | KTM         | 27      | +27.879   | 20       | 5      |
| 12      | 51  | Michele Pirro     | Ducati Lenovo Team           | Ducati      | 27      | +28.137   | 22       | 4      |
| 13      | 04  | Andrea Dovizioso  | Petronas Yamaha SRT          | Yamaha      | 27      | +41.413   | 21       | 3      |
| 14      | 21  | Franco Morbidelli | Monster Energy Yamaha MotoGP | Yamaha      | 27      | +42.830   | 6        | 2      |
| 15      | 30  | Takaaki Nakagami  | LCR Honda IDEMITSU           | Honda       | 27      | +1:22.462 | 17       | 1      |
| Ret     | 63  | Francesco Bagnaia | Ducati Lenovo Team           | Ducati      | 22      | Caída     | 1        |        |
| Ret     | 88  | Miguel Oliveira   | Red Bull KTM Factory Racing  | KTM         | 22      | Caída     | 5        |        |
| Ret     | 89  | Jorge Martín      | Pramac Racing                | Ducati      | 12      | Caída     | 12       |        |
| Ret     | 27  | Iker Lecuona      | Tech3 KTM Factory Racing     | KTM         | 10      | Caída     | 8        |        |
| Ret     | 73  | Álex Márquez      | LCR Honda CASTROL            | Honda       | 9       | Retirado  | 14       |        |
| Ret     | 43  | Jack Miller       | Ducati Lenovo Team           | Ducati      | 3       | Caída     | 2        |        |
| Ret     | 9   | Danilo Petrucci   | Tech3 KTM Factory Racing     | KTM         | 2       | Caída     | 9        |        |
| Ret     | 36  | Joan Mir          | Team SUZUKI ECSTAR           | Suzuki      | 2       | Caída     | 18       |        |
| DNS     | 32  | Lorenzo Savadori  | Aprilia Racing Team Gresini  | Aprilia     |         | No empezó |          |        |
| Fuente: |     |                   |                              |             |         |           |          |        |

### Resultados Moto2
| Pos.    | N.º | Piloto                | Constructor | Vueltas | Tiempo    | Parrilla | Puntos |
| ------- | --- | --------------------- | ----------- | ------- | --------- | -------- | ------ |
| 1       | 22  | Sam Lowes             | Kalex       | 25      | 40:25.180 | 1        | 25     |
| 2       | 37  | Augusto Fernández     | Kalex       | 25      | +1.233    | 3        | 20     |
| 3       | 44  | Arón Canet            | Boscoscuro  | 25      | +1.400    | 4        | 16     |
| 4       | 13  | Celestino Vietti      | Kalex       | 25      | +2.554    | 5        | 13     |
| 5       | 9   | Jorge Navarro         | Boscoscuro  | 25      | +4.243    | 2        | 11     |
| 6       | 62  | Stefano Manzi         | Kalex       | 25      | +5.198    | 7        | 10     |
| 7       | 87  | Remy Gardner          | Kalex       | 25      | +14.261   | 14       | 9      |
| 8       | 21  | Fabio Di Giannantonio | Kalex       | 25      | +15.868   | 20       | 8      |
| 9       | 79  | Ai Ogura              | Kalex       | 25      | +18.905   | 18       | 7      |
| 10      | 42  | Marcos Ramírez        | Kalex       | 25      | +19.069   | 6        | 6      |
| 11      | 75  | Albert Arenas         | Boscoscuro  | 25      | +19.675   | 8        | 5      |
| 12      | 64  | Bo Bendsneyder        | Kalex       | 25      | +24.309   | 12       | 4      |
| 13      | 96  | Jake Dixon            | Kalex       | 25      | +26.777   | 17       | 3      |
| 14      | 12  | Thomas Lüthi          | Kalex       | 25      | +34.699   | 11       | 2      |
| 15      | 23  | Marcel Schrötter      | Kalex       | 25      | +36.240   | 21       | 1      |
| 16      | 54  | Fermín Aldeguer       | Boscoscuro  | 25      | +37.590   | 13       |        |
| 17      | 70  | Barry Baltus          | NTS         | 25      | +37.899   | 23       |        |
| 18      | 11  | Nicolò Bulega         | Kalex       | 25      | +37.966   | 29       |        |
| 19      | 24  | Simone Corsi          | MV Agusta   | 25      | +50.787   | 26       |        |
| 20      | 7   | Lorenzo Baldassarri   | MV Agusta   | 25      | +1:02.974 | 22       |        |
| Ret     | 72  | Marco Bezzecchi       | Kalex       | 22      | Caída     | 24       |        |
| Ret     | 97  | Xavi Vierge           | Kalex       | 16      | Caída     | 16       |        |
| Ret     | 14  | Tony Arbolino         | Kalex       | 16      | Caída     | 27       |        |
| Ret     | 27  | Mattia Casadei        | Kalex       | 15      | Retirado  | 28       |        |
| Ret     | 25  | Raúl Fernández        | Kalex       | 14      | Caída     | 9        |        |
| Ret     | 40  | Héctor Garzó          | Kalex       | 12      | Caída     | 15       |        |
| Ret     | 10  | Tommaso Marcon        | NTS         | 9       | Retirado  | 25       |        |
| Ret     | 6   | Cameron Beaubier      | Kalex       | 8       | Caída     | 19       |        |
| Ret     | 35  | Somkiat Chantra       | Kalex       | 6       | Caída     | 10       |        |
| DNS     | 16  | Joe Roberts           | Kalex       |         | No empezó |          |        |
| Fuente: |     |                       |             |         |           |          |        |

### Resultados Moto3
| Pos.    | N.º | Piloto             | Constructor | Vueltas | Tiempo    | Parrilla | Puntos |
| ------- | --- | ------------------ | ----------- | ------- | --------- | -------- | ------ |
| 1       | 7   | Dennis Foggia      | Honda       | 23      | 39:33.170 | 14       | 25     |
| 2       | 5   | Jaume Masiá        | KTM         | 23      | +0.292    | 6        | 20     |
| 3       | 37  | Pedro Acosta       | KTM         | 23      | +4.686    | 5        | 16     |
| 4       | 40  | Darryn Binder      | Honda       | 23      | +4.797    | 16       | 13     |
| 5       | 82  | Stefano Nepa       | KTM         | 23      | +4.853    | 8        | 11     |
| 6       | 23  | Niccolò Antonelli  | KTM         | 23      | +5.052    | 1        | 10     |
| 7       | 55  | Romano Fenati      | Husqvarna   | 23      | +5.335    | 19       | 9      |
| 8       | 71  | Ayumu Sasaki       | KTM         | 23      | +6.642    | 10       | 8      |
| 9       | 43  | Xavier Artigas     | Honda       | 23      | +6.736    | 9        | 7      |
| 10      | 12  | Filip Salač        | KTM         | 23      | +6.800    | 2        | 6      |
| 11      | 6   | Ryusei Yamanaka    | KTM         | 23      | +10.535   | 20       | 5      |
| 12      | 28  | Izan Guevara       | Gas Gas     | 23      | +17.811   | 4        | 4      |
| 13      | 31  | Adrián Fernández   | Husqvarna   | 23      | +18.050   | 11       | 3      |
| 14      | 52  | Jeremy Alcoba      | Honda       | 23      | +18.260   | 26       | 2      |
| 15      | 19  | Andi Farid Izdihar | Honda       | 23      | +19.264   | 15       | 1      |
| 16      | 67  | Alberto Surra      | Honda       | 23      | +20.217   | 7        |        |
| 17      | 27  | Kaito Toba         | KTM         | 23      | +24.704   | 27       |        |
| 18      | 73  | Maximilian Kofler  | KTM         | 23      | +24.902   | 28       |        |
| 19      | 20  | Lorenzo Fellon     | Honda       | 23      | +24.976   | 17       |        |
| 20      | 96  | Daniel Holgado     | KTM         | 23      | +25.323   | 18       |        |
| 21      | 64  | Mario Aji          | Honda       | 23      | +46.495   | 23       |        |
| 22      | 80  | David Alonso       | Gas Gas     | 23      | +1:25.207 | 25       |        |
| Ret     | 92  | Yuki Kunii         | Honda       | 20      | Caída     | 13       |        |
| Ret     | 16  | Andrea Migno       | Honda       | 12      | Caída     | 22       |        |
| Ret     | 99  | Carlos Tatay       | KTM         | 12      | Retirado  | 21       |        |
| Ret     | 24  | Tatsuki Suzuki     | Honda       | 10      | Caída     | 24       |        |
| Ret     | 17  | John McPhee        | Honda       | 8       | Caída     | 12       |        |
| Ret     | 54  | Riccardo Rossi     | KTM         | 5       | Caída     | 3        |        |
| Fuente: |     |                    |             |         |           |          |        |